# Чукочья
Эта статья — о населённом пункте. Об одноимённой реке см. Большая Чукочья.
Чукочья — село в Нижнеколымском районе Республики Якутии Российской Федерации. Входит в состав муниципального образования Походский наслег.

## География
Село располагается за Северным полярным кругом, на левом берегу реки Большая Чукочья вблизи её устья, в 165 км северо-западнее улусного центра посёлка Черского. Расстояние до центра наслега села Походск составляет 120 км на юго-восток.

## Население
| 2001 | 2002 | 2010 | 2021 |
| ---- | ---- | ---- | ---- |
| 3    | ↘0   | →0   | →0   |

К 01 января 2001 года население села составляло 3 человека, однако переписью они не учтены.

## Инфраструктура
В селе находятся несколько строений. Функционирует ветряная электростанция.